# شون دوركين
شون دوركين (بالإنجليزية: Sean Durkin)‏ هو كاتب سيناريو ومخرج أمريكي وكندي، ولد في 9 ديسمبر 1981 في كندا.

## وصلات خارجية
- شون دوركين على موقع IMDb (الإنجليزية)
- شون دوركين على موقع ألو سيني (الفرنسية)
- شون دوركين على موقع أول موفي (الإنجليزية)
- شون دوركين على موقع قاعدة بيانات الأفلام السويدية (السويدية)
- شون دوركين على موقع قاعدة بيانات الفيلم (الإنجليزية)
- شون دوركين على موقع كينوبويسك (الروسية)